# Karel Klikorka
Karel Klikorka (* 30. listopadu 2001 Praha) je český lední hokejista hrající na postu obránce. Patřil do reprezentačních výběrů České republiky účastnících se mistrovství světa hráčů do 20 let.

## Život
S ledním hokejem začínal Klikorka v pražských Letňanech. Za ně nastupoval v mládežnickém věku, a to až do sezóny 2016/2017, po níž přestoupil do Mladé Boleslavi, za kterou pak během ročníku 2017/2018 nastupoval za výběry do 18 i do 20 let. Další sezónu odehrál v mladoboleslavském výběru do 19 let a prvně se objevil i mezi muži, a sice zpátky v Letňanech.
Během ročníku 2019/2020 nastupoval za mladoboleslavské juniory a další utkání odehrál v české nejvyšší soutěži za mladoboleslavský klub, odkud formou hostování vypomáhal v jedenácti utkáních Ústí nad Labem a ve stejné míře i Litoměřicím. Dalších pět zápasů navíc odehrál na juniorském mistrovství světa.
V sezóně 2020/2021 hrál za Mladou Boleslav českou nejvyšší soutěž a opět vypomáhal o soutěž níž Ústí nad Labem. Patřil rovněž do kádru reprezentantů na juniorském světovém šampionátu. Pro ročník 2021/2022 přestoupil do sokolovského Baníku, odkud na jedno utkání vypomohl Stadionu Cheb. Poté opětovně změnil své působiště a po přestupu dohrál sezónu v litoměřickém Stadionu, kde plánoval pokračovat i nadále. S vedením klubu se ale na další spolupráci nedohodl a tak se během května 2021 vrátil do svého rodného města a posílil Slavii.